# Georges Dupont
Georges Alfred Casimir Arthème Dupont (Tienen, 8 april 1904 - Etterbeek, 20 januari 1982) was een Belgisch bestuurder en politicus voor de Liberale Partij.

## Levensloop
Dupont was burgerlijk ingenieur en algemeen secretaris van de Suikerraffinaderij van Tienen.
Dupont was tijdens het begin van de Tweede Wereldoorlog een tijdlang waarnemend burgemeester van Tienen. Hij werd vervangen door de VNV-er Marcel Engelen. In 1945 werd hij aangesteld als burgemeester van Tienen in opvolging van Charles De Jaegher, een mandaat dat hij uitoefende tot in 1955 toen hij om gezondheidsredenen ontslag nam.. Hij werd opgevolgd door Edgar Rowie.